# Ambystoma platineum
Ambystoma platineum Cope, 1868 est un urodèle qui résulte de l'hybridation entre les espèces Ambystoma jeffersonianum (Salamandre de Jefferson) et Ambystoma laterale (Salamandre à points bleus).

## Publication originale
- Cope, 1868 "1867" : A review of the species of the Amblystomidae. Proceedings of the Academy of Natural Sciences of Philadelphia, vol. 19, p. 166-211 (texte intégral).